# Tettenhall
Tettenhall est un village de la banlieue de Wolverhampton, en Angleterre. Comme le reste du borough métropolitain de Wolverhampton, il relève du comté métropolitain des Midlands de l'Ouest après avoir fait historiquement partie du Staffordshire.

## Géographie
Tettenhall se situe dans la région des Midlands de l'Ouest, à environ 4 km au nord-ouest du centre-ville de Wolverhampton. Il est traversé par la route A41 (en) qui traverse toute l'Angleterre du sud-est au nord-ouest et relie Londres à Birkenhead.

## Toponymie
Tettenhall provient du vieil anglais et désigne un terrain d'angle (halh) appartenant à un individu nommé *Tēotta, avec la terminaison en -n du génitif. Ce toponyme est attesté sous la forme Teotanheale au début du Xe siècle. Dans le Domesday Book, compilé en 1086, le village s'appelle Totenhale.

## Histoire
En 910, la bataille de Tettenhall oppose les Vikings du Danelaw aux Anglo-Saxons du Wessex et de Mercie. Elle se solde par la victoire des seconds.